# Luana, fille de la jungle
Pour plus de détails, voir Fiche technique et Distribution.
Luana, fille de la jungle (Luana, la figlia della foresta vergine) est un film d'aventures malto-ouest-germano-italien réalisé par Roberto Infascelli et sorti en 1968.

## Synopsis
Avec l'aide d'un aventurier, la fille d'un chercheur américain tente de découvrir les circonstances de la mort de son père. Elle se découvre une demi-sœur dans la jungle.

## Fiche technique
- Titre français : Luana, fille de la jungle[2]
- Titre original italien : Luana, la figlia della foresta vergine[3]
- Titre allemand : Luana - der Fluch des weißen Goldes[1]
- Réalisateur : Roberto Infascelli
- Scénario : Louis Road
- Photographie : Mario Capriotti
- Montage : Rolando Salvatori
- Musique : Stelvio Cipriani
- Décors : Nicola Tamburo
- Production : Roberto Infascelli, Franz Josef Gottlieb
- Sociétés de production : Primex Italiana, Juventus Film
- Pays de production :  Italie -  Allemagne de l'Ouest -  Malte
- Langue originale : italien
- Format : Couleur par Eastmancolor - 1,66:1 - Son mono - 35 mm
- Durée : 94 minutes
- Genre : Film d'aventures
- Dates de sortie :
  - Italie : 28 mars 1968
  - Allemagne de l'Ouest : 27 septembre 1968
  - France : 10 octobre 1968

## Distribution
- Mei Chen Chalais (sous le nom de « Mei Chen ») : Luana
- Glenn Saxson : George
- Evi Marandi : Isabel
- Raf Baldassarre : M'bogo
- Pietro Tordi : Norman
- Alfred Thomas (sous le nom de « Al Thomas ») : Ukeke
- Giovanni Ivan Scratuglia (sous le nom de « Jac Bushingame »)
- Wu Pak Chiu (it) (sous le nom de « Gregorio Wu ») : le gérant de la discothèque (non crédité)